# وحيدة السداة

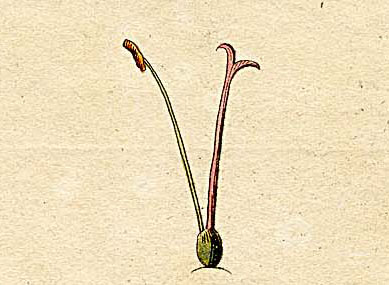
زهرة وحيدة السداة

من حيث الاصطلاح النباتي، وحيدة السداة تعني ببساطة أن يكون للزهرة سداة واحدة.

## في زهور السحلبيات
يعد التمييز بين الزهور وحيدة السداة وغيرها من الزهور ذا أهمية خاصة في تصنيف الفصائل السحلبية. وتشكل السحلبيات وحيدة السداة فرعًا حيويًا يتكون من الفصائل الفرعية الأوركيديات، الأنانداميدات، وإبيدندرويد. أما الفصائل الفرعية الأخرى، أبوستاسيودي وسيبريبيديودي، فبها سداتان على الأقل.